# Campiglossa obscuripennis
Campiglossa obscuripennis är en tvåvingeart som först beskrevs av Friedrich Hermann Loew 1850.  Campiglossa obscuripennis ingår i släktet Campiglossa och familjen borrflugor. Inga underarter finns listade.